# Озерс, Марита
Марита Озерс (англ. Marite Ozers, латыш. Mārīte Ozere; род. 9 апреля 1944, Латвийская ССР) — американская фотомодель латышского происхождения; победительница конкурса красоты Мисс США 1963.

## Биография
Родилась в Латвии в 1944 году. Её отец Максис Озерс в статусе беженца иммигрировал в США и поселился с семьёй в Чикаго. У Мариты была старшая сестра Спулга и брат Алнис.
Участвовать в конкурсах красоты Марита стала, чтобы заработать денег на колледж. После победы в конкурсе красоты Мисс Иллинойс она представляла штат на национальном конкурсе красоты Мисс США в 1963 году. Озерс стала первой натурализованной гражданинкой, которая выиграла титул Мисс США. За победу она получила приз в 2,5 тысячи долларов, а также контракт на участие в публичных мероприятиях на сумму 5 тысяч долларов. 
В том же 1963 году Озерс представляла США на международном конкурсе Мисс Вселенная, где стала одной из полуфиналисток.